# Fazanovo, Burgas
Fazanovo (în bulgară Фазаново) este un sat în comuna Țarevo, regiunea Burgas,  Bulgaria. 

## Demografie
Componența etnică a satului Fazanovo
     Bulgari (87,87%)
     Nicio identificare (12,12%)
     Altele (0%)
La recensământul din 2011, populația satului Fazanovo era de 33 locuitori. Din punct de vedere etnic, majoritatea locuitorilor (87,87%) erau bulgari. Pentru 12,12% din locuitori nu este cunoscută apartenența etnică.